# Послуга харчування

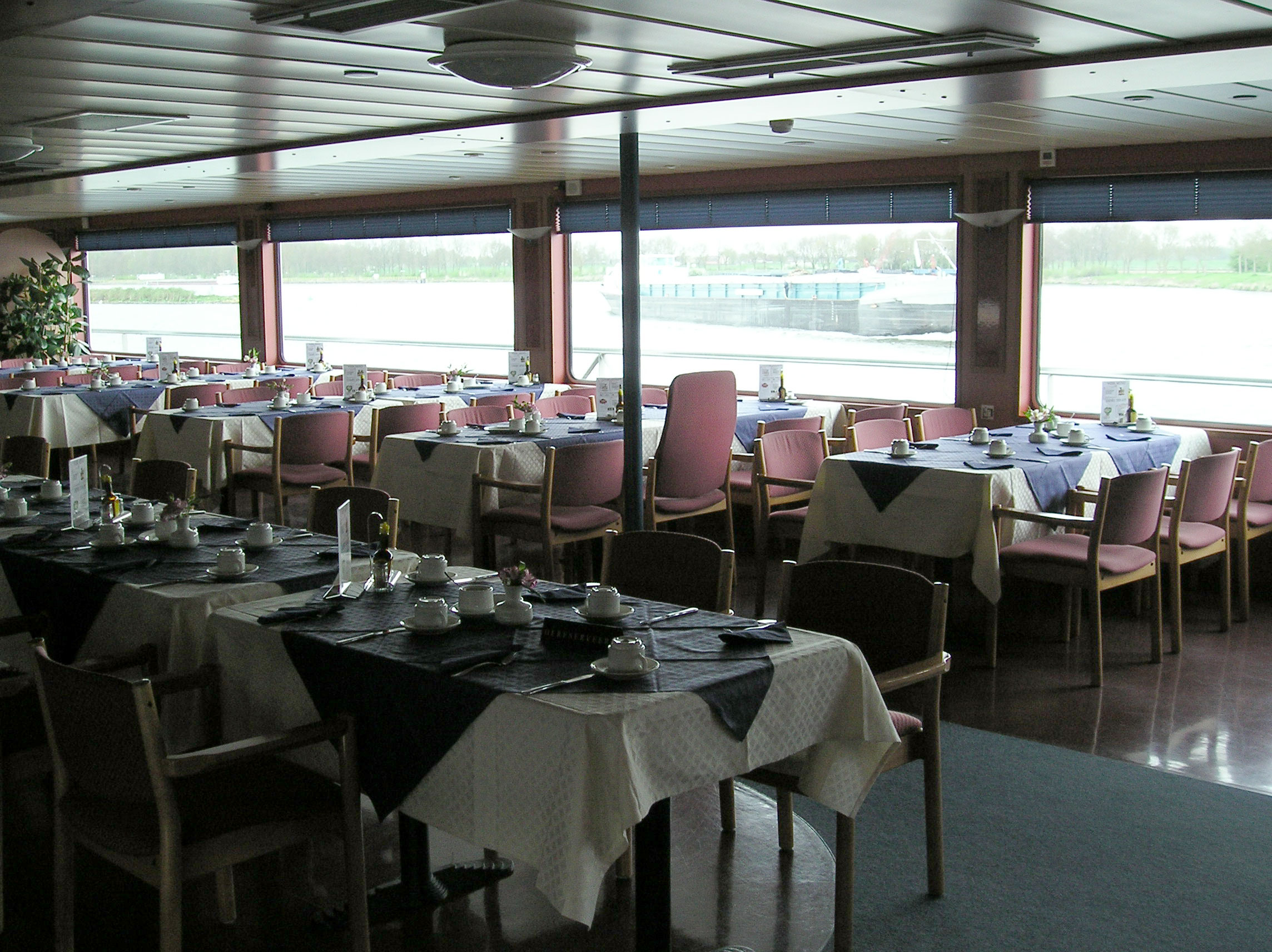
Ресторан

Послуга харчування — надається організаціями незалежно від організаційно-правової форми, а також індивідуальними підприємцями. Виконавець зобов'язаний дотримуватись установлених в державних стандартах, санітарних, протипожежних правилах, технічних документах, інших правилах і нормативних документах обов'язкових вимог до якості послуг, їх безпеки для життя, здоров'я людей, оточуючого середовища і майна. Виконавець самостійно визначає перелік послуг в сфері ресторанного господарства. Він повинен мати асортиментний перелік кулінарної продукції, що буде виготовлятися відповідно вимогам нормативних документів.
є результатом економічної діяльності ресторанного підприємства, спрямована на задоволення найрізноманітніших потреб гостей.
Головна задача в індустрії ресторанної діяльності визначається концепцією технології гостинності, детермінантом якої є задоволення найвибагливіших потреб споживача . Якщо гості не отримують задоволення від відвідання ресторану, то все інше немає значення.
ДСТУ 3862-99 «Ресторанного господарства Терміни та визначення» визначає поняття заклад ресторанного господарства як вид економічної діяльності суб'єктів господарської діяльності щодо надання послуг відносно задоволення потреб споживачів у харчуванні з організуванням дозвілля або без нього.
Підприємства ресторанного господарства виконують три взаємопов'язані функції
- Барвиробництво кулінарної продукції;
- реалізацію кулінарної продукції;
- організацію її споживання.

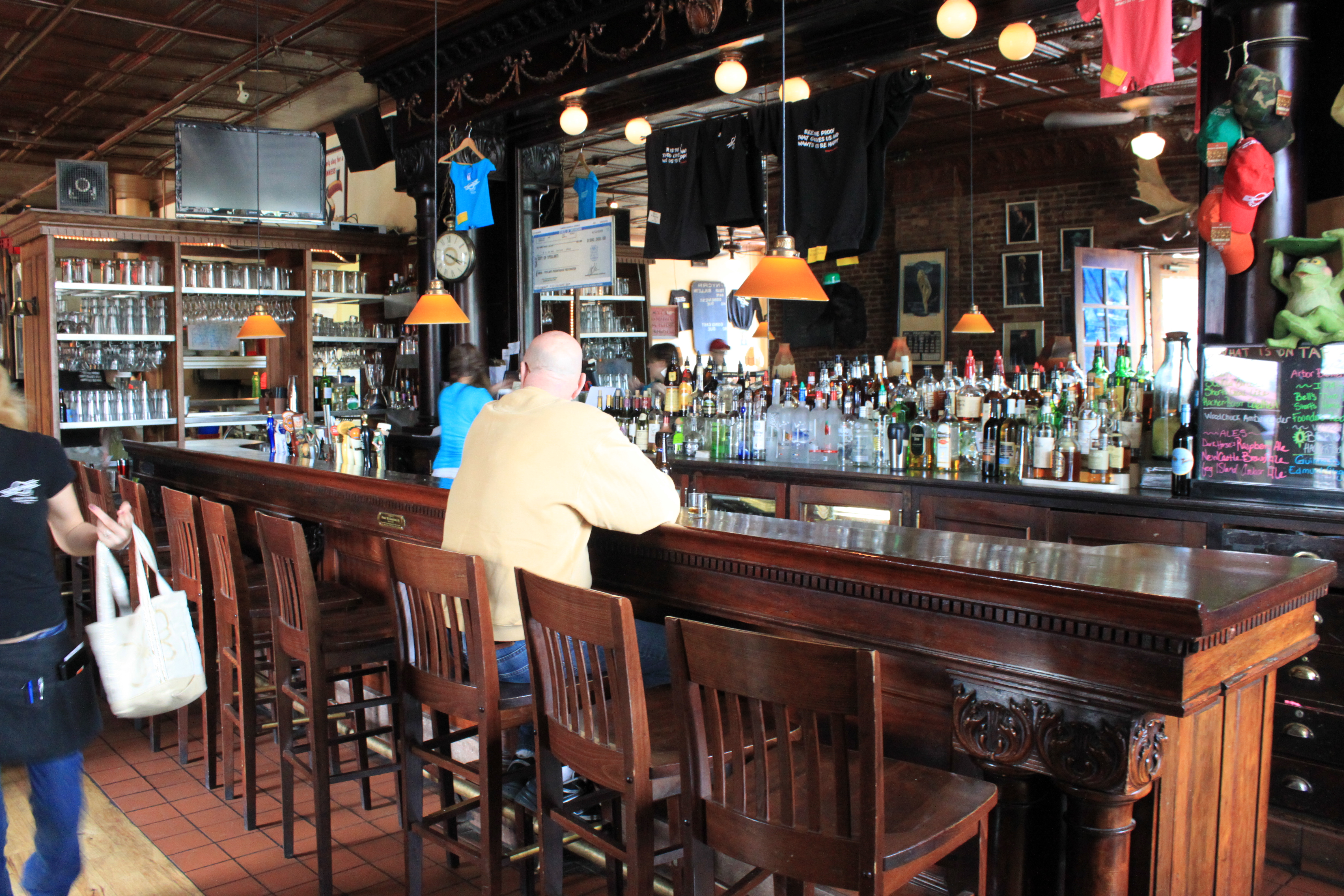
Бар

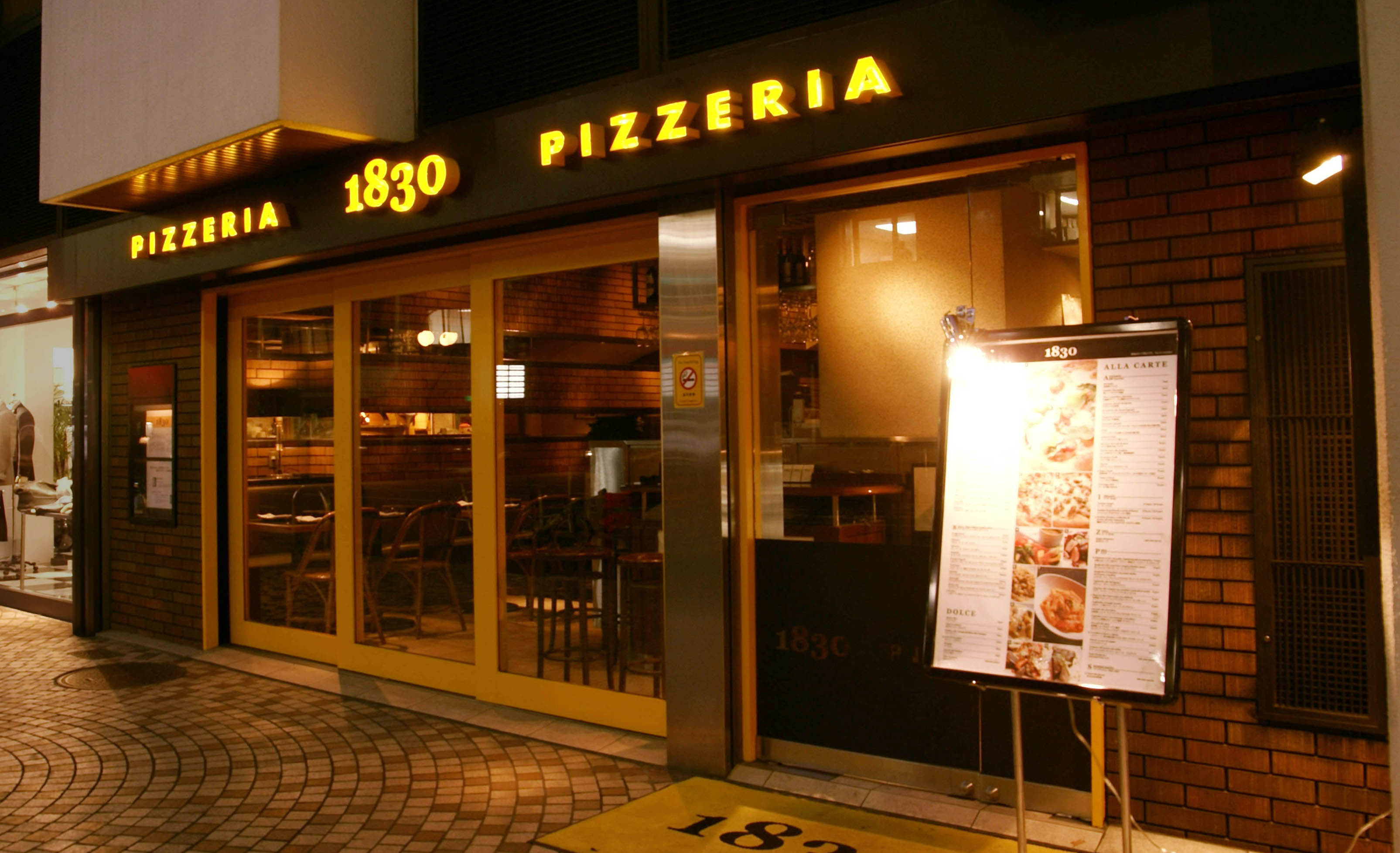
Піцерія

Заклади ресторанного господарства надають споживачам комплекс різноманітних послуг, які за своїм характером можна поділити на:
- послуги з харчування;
- послуги з виготовлення кулінарної продукції та кондитерських виробів;
- послуги з реалізації продукції;
- послуги з організації обслуговування споживачів (реалізація продукції та організація її споживання);
- послуги з організації дозвілля;
- інформаційно-консультативні послуги;
- інші послуги.

Послуги харчування — це послуги з виготовлення кулінарної продукції, її реалізації та організації споживання відповідно до типу і класу закладу: ресторан, бар, кафе, закусочна, їдальня тощо.
Послуги з реалізації продукції власного виробництва і закупних товарів та організації споживання є двома складовими поняття «організація обслуговування».
Послуги з виготовлення кулінарної продукції і кондитерських виробів у закладах ресторанного господарства включають:
- виготовлення кулінарної продукції та кондитерських виробів на замовлення споживачів, у тому числі в складному виконанні та з додатковим оформленням;
- виготовлення страв із сировини замовника;
- послуги кухаря, кондитера з виготовлення страв, кулінарних і кондитерських виробів удома.

Послуги з реалізації продукції включають:
- реалізацію кулінарних та кондитерських виробів за межами закладу ресторанного господарства;
- відпуск обідів додому;
- комплектування наборів кулінарної продукції в дорогу, в тому числі туристам для самостійного приготування;
- реалізація кулінарної продукції і кондитерських виробів через розносну та дрібно-роздрібну мережу.

Послуги з організації споживання продукції та обслуговування споживачів у цілому включають:
- організацію обслуговування свят, сімейних обідів, ритуальних заходів;
- організацію обслуговування учасників конференцій, семінарів, нарад, культурно-масових заходів тощо;
- послуги офіціанта (бармена) з обслуговування вдома;
- доставку кулінарної продукції та кондитерських виробів на замовлення споживачів, у тому числі в бенкетному виконанні;
- доставку кулінарної продукції та кондитерських виробів на замовлення і обслуговування споживачів на пасажирському транспорті (у тому числі в купе, каюті, салоні літака);
- доставку кулінарної продукції, кондитерських виробів та обслуговування споживачів на робочих місцях і вдома;
- доставку кулінарної продукції, кондитерських виробів та обслуговування в номерах готелю;
- бронювання місць у залі закладу ресторанного господарства;
- продаж талонів та абонементів на обслуговування скомплектованими раціонами.

Інформаційно-консультативні послуги включають:
- консультації спеціалістів з виготовлення, оформлення кулінарної продукції, кондитерських виробів та сервірування столу;
- консультації дієтичної сестри з питань використання дієтичної продукції при різних захворюваннях (у дієтичних їдальнях);
- організацію навчання кулінарній майстерності.

Послуги з організації дозвілля включають:
- організацію музичного обслуговування;
- організацію проведення концертів, програм вар'єте і відео-програм;
- забезпечення газетами, журналами, настільними іграми, ігровими автоматами, більярдом тощо.

До інших послуг належить: прокат столової білизни, посуду, наборів, інвентарю; продаж фірмових значків, квітів, сувенірів; надання парфумерії, засобів для чищення взуття; дрібний ремонт та чищення одягу; пакування страв та виробів після обслуговування споживачів або куплених на підприємстві; надання споживачам телефонного та факсимільного зв'язку; гарантування збереження особистих речей і цінностей споживача; виклик таксі на замовлення; паркування особистого транспорту споживачів на організованій стоянці тощо.5
Заклади ресторанного господарства класифікуються за видами економічної діяльності, торговельно-виробничими ознаками, класами, комплексом продукції і послуг, сезонністю, потужністю, характером контингенту, використовуваними методами обслуговування.
За видами економічної діяльності заклади ресторанного господарства поділяються на:
- заклади, які здійснюють продаж їжі та напоїв, як правило, призначених для споживання на місці, з показом розважальних вистав або без них;
- заклади, які здійснюють продаж напоїв та обмеженого асортименту страв до них, як правило, призначених для споживання на місці, з показом розважальних вистав або без них;
- заклади, в яких здійснюється продаж їжі та напоїв, переважно за зниженими цінами, для споживачів, об'єднаних за професійними ознаками;
- заклади, які постачають їжу, приготовлену централізовано, для споживання в інших місцях.

До першої групи входять ресторан, кафе, кафетерій, закусочна, до другої — бар, до третьої — їдальня і буфет, до четвертої — фабрика-заготівельня, фабрика-кухня, домова кухня, ресторан за спеціальним
замовленням (catering).
Ресторан — це заклад РГ з різноманітним асортиментом
продукції власного виробництва і закупних товарів, високим рівнем обслуговування
і комфорту у поєднанні з організуванням відпочинку і дозвілля споживачів.
Кафе — це заклад РГ із широким асортиментом
страв нескладного готування, кондитерських виробів і напоїв, в якому
застосовують самообслуговування або обслуговування офіціантами.
Кафетерій — це заклад РГ самообслуговування з асортиментом страв нескладного готування і
напоїв, торговельна зала якого обладнана торговельно-технологічним
устаткованням, призначеним для роздавання їжі.
Закусочна — це заклад РГ самообслуговування, де
переважає асортимент гарячих і холодних закусок, страв нескладного готування, призначений для швидкого обслуговування споживачів.
Бар — це  заклад РГ, в якому алкогольні, безалкогольні, змішані напої та страви до них і закупні товари продають через барну стійку.
Їдальня — це Заклад РГ для обслуговування певного контингенту
споживачів із різноманітним асортиментом продукції власного виробництва і
закупних товарів, в якому страви можуть надавати у вигляді скомплектованих
раціонів харчування. Функціює, як правило, за місцем роботи споживачів, у
навчальних закладах, військових підрозділах, лікувальних та оздоровчих
закладах, відділеннях лікарень, закладах соціальної підтримки малозабезпечених
верств населення тощо. В
їдальнях можуть функціювати зали оздоровчої, лікувальної та
лікувально-профілактичної призначеності.
Буфет — це заклад РГ із обмеженим асортиментом готових страв і напоїв, розміщений у спеціально обладнаному приміщенні, де їжу споживають, як правило, стоячи чи продають на винос.
Фабрика-заготівельня — це заклад РГ, призначений для
механізованого виробництва власної продукції та централізованого
забезпечування нею інших закладів РГ та об'єктів роздрібної торгівлі
Фабрика-кухня — це заклад РГ, призначений централізовано готувати і постачати готову до споживання їжу в різні місця.
Домова кухня — це заклад РГ, призначений виготовляти
продукцію власного виробництва і продавати її домашнім господарствам. Приймає
від споживачів замовлення на кулінарну продукцію, булочні і борошняні
кондитерські вироби, організує консультації з питань готування їжі, може організувати споживання їжі на місці.
Ресторан за спеціальними замовленнями (catering) — це заклад РГ, призначений готувати і
постачати готову їжу та організовувати обслуговування споживачів в інших
місцях за спеціальними замовленнями. Такі заклади можуть обслуговувати бенкети, фірмові прийоми, ділові зустрічі, весілля та інші свята у залах, офісах, на
природі, під тентами тощо.
За торговельною ознакою заклади ресторанного господарства поділяються на дві групи:
- заклади, що продають продукцію і організовують її споживання в торговельному залі (ресторани, бари, кафе тощо);
- заклади, що продають продукцію для споживання поза межами торговельного залу (фабрика-заготівельня, фабрика-кухня, домова кухня тощо).

За потужністю заклади різного типу характеризуються
кількістю місць або обсягом продукції, що виробляється. Типовими проектами
передбачено будівництво їдалень на 50, 100, 150, 200, 300, 400, 500 і більше
місць; ресторанів — на 100, 150, 200, 400, 500 місць; комплексних підприємств, які розміщені у житловому районі, на 150 та 200 місць, у зоні міського
поселення — 300, 400, 500 місць; фабрики-заготівельні з потужністю виробництва
15, 25, 40 тонн тощо.
За виробничою ознакою заклади ресторанного
господарства поділяються на такі, що мають власне виробництво, і такі, що не
мають його.
Заклади, які мають власне виробництво, в свою чергу, поділяються на три
групи:
1. Ті, що здійснюють виробництво кулінарної продукції- фабрика-кухня, фабрика-заготівельня тощо. Вони переробляють сировину індустріальними методами, виготовляють напівфабрикати, напівготову та готову продукцію для постачання у прикріплені до них дрібні і середні заклади ресторанного господарства.
2. Ті, що поєднують функції виробництва та обслуговування споживачів, причому вони працюють на сировині і можуть частково використовувати напівфабрикати. До закладів, які працюють на сировині, відносяться великі їдальні, ресторани тощо. Вони характеризуються закінченим виробничо-торговим циклом: виготовлену продукцію реалізують і організовують її споживання у власному торговельному залі.
3. Ті, що працюють на напівфабрикатах і готовій продукції. До цієї групи закладів відносять їдальні-доготівельні, вагони-ресторани, заклади швидкого обслуговування, які мають доготівельні цехи, де напівфабрикати піддають подальшій обробці, доводячи до готовності. Продукцію реалізують споживачам у власних торговельних залах. Вони можуть реалізовувати і готові вироби, наприклад, борошняні кондитерські та кулінарні вироби.

До закладів, які не мають власного виробництва, відносять їдальні-роздавальні, буфети, в яких реалізують холодні і гарячі
страви та напої тощо. Вони здійснюють короткотермінове зберігання, розігрівання та реалізацію готових страв, кулінарних та борошняних кондитерських виробів, які постачають підприємства із власним виробництвом.
За ознакою комплексу продукції та послуг розрізняють заклади основного типу, спеціалізовані, комбіновані, комплексні.
До закладів основного типу належать ресторан, кафе, закусочна, їдальня, бар, кафетерій, буфет, фабрика-заготівельня, фабрика-кухня, домова
кухня, ресторан за спеціальними замовленнями.
До спеціалізованих
закладів відносять ресторани, кафе, закусочні, які відпускають та реалізують
специфічний асортимент страв, напоїв та закупних товарів (ресторани з
національною кухнею, кафе-морозиво, кафе-кондитерська; закусочні: пиріжкова, млинцева, піцерія; бари: пивний, винний тощо).
Комбінований заклад — це об'єднання декількох закладів
різних типів, що входять до складу одного підприємства і розміщені в одній
будівлі. Вони надають споживачу можливість вибору в одному місці кількох видів
послуг: послуг, що надають ресторани і бари, більярдний клуб і кафе-бар тощо. Вони
комплексно обслуговують споживачів, задовольняючи їхні різнобічні потреби.
До цієї групи можна віднести і майдан харчування, який
являє собою комплекс закладів ресторанного господарства, що мають загальний
торговельний зал. Його особливість полягає в тому, що заклади ресторанного
господарства найчастіше належать декільком підприємствам.
За сезонністю розрізняють постійно діючі заклади
ресторанного господарства, які працюють цілий рік, та сезонні, які працюють у
весняно-літній період. Вони можуть бути стаціонарними та пересувними — автоїдальні, автобуфети, вагони-ресторани тощо.
За характером контингенту, який обслуговується, розрізняють:
- загальнодоступний заклад ресторанного господарства, продукцію та послуги в якому може одержати будь-який споживач;
- закритий заклад ресторанного господарства, продукцію та послуги в якому може одержати певний контингент споживачів за місцем роботи, служби чи навчання (харчування особистого складу збройних сил, на підприємствах, будівництві, в установах, навчальних закладах);
- заклади ресторанного господарства, які обслуговують певний контингент споживачів: мешканців готелів, мотелів, глядачів і відвідувачів спортивних установ, глядачів у закладах культури та мистецтва, пасажирів на вокзалах, пристанях, в аеропортах. Іноді послугами закладів ресторанного господарства при готелях користується населення міста.

Заклади можна поділити на групи залежно від
застосовуваного в них методу обслуговування. Так, ресторани можна поділити на
дві групи: з обслуговуванням офіціантами та самообслуговуванням. До першої
групи увійшли загальнодоступні ресторани класу «люкс» та
«вищого», до другої — ресторани при службових закладах для
організації сніданків, обідів, вечер. Ресторани із самообслуговуванням можуть мати широкий і вузький асортимент страв. За рівнем послуг вони належать до першого класу.